# Mackworth
Mackworth – wieś i civil parish w Anglii, w hrabstwie Derbyshire, w dystrykcie Amber Valley. Leży 5 km na zachód od miasta Derby i 186 km na północny zachód od Londynu. W 2011 roku civil parish liczyła 229 mieszkańców. Mackworth jest wspomniana w Domesday Book (1086) jako Macheuorde.